# Isaías Táboas
Isaías Táboas Suárez (Valencia, 2 de marzo de 1958) es un historiador y gestor español, presidente de Renfe entre 2018 y 2023.

## Biografía
Licenciado en Historia Contemporánea por la Universidad de Barcelona. Ha sido Consejero Delegado de la editorial "L'Avenç", Director del Instituto de Ediciones de la Diputación de Barcelona, director de Comunicación y Relaciones Institucionales de RENFE, y delegado territorial de Patrimonio y Relaciones Externas de Renfe para Cataluña y Aragón. En 1996 fue nombrado director general de Editorial UOC SL y de Eureca Media S.L., y en abril de 2004 director del Gabinete del ministro de Industria, Turismo y Comercio. Desde diciembre de 2006 hasta noviembre de 2010 fue secretario general de la Presidencia de la Generalidad de Cataluña con José Montilla. Entre noviembre de 2010 y diciembre de 2011 fue secretario de Estado de Transportes del Ministerio de Fomento.
El 28 de junio de 2018 fue nombrado presidente de Renfe Operadora.Bajo su mando en 2019 Renfe sacó a licitación la compra de decenas de nuevos trenes para Cercanías, incluidas las series 452, 453, los "alpinos" de la C-9 de Madrid y los trenes de CAF para Renfe Cercanías AM.También tuvo que hacerle frente a la Pandemia de Covid-19 y a la aparición de competencia ferroviaria a Renfe (Ouigo e Iryo).
El 20 de febrero de 2023 anunció su dimisión como presidente de Renfe Operadora tras destaparse el fiasco ferroviario, un contrato firmado bajo su supervisión en 2020 que incluía unos trenes que no se pudieron diseñar al haberse equivocado Renfe al pedirlos, encargando un gálibo más grande que el realmente existente.Le sustituyó Raül Blanco Díaz.

## Cargos
| Predecesor: Concepción Gutiérrez del Castillo | Secretario de Estado de Transportes 2010-2011 | Sucesor: Rafael Catalá Polo (Infraestructuras, Transporte y Vivienda) |

- Datos: Q5407954
- Multimedia: Isaías Táboas / Q5407954